# 格林菲爾德鎮區 (阿肯色州克雷格黑德縣)
格林菲爾德鎮區（英語：Greenfield Township）是位於美國阿肯色州克雷格黑德縣的一個行政鎮區。

## 地方資料
格林菲爾德鎮區的面積為72.21平方千米，當中陸地面積為72.10平方千米，而水域面積為0.11平方千米。根據2010年美國人口普查的數據，當地共有人口2645人，而人口密度為每平方千米36.63人。